# Juan Bautista Quirós Segura

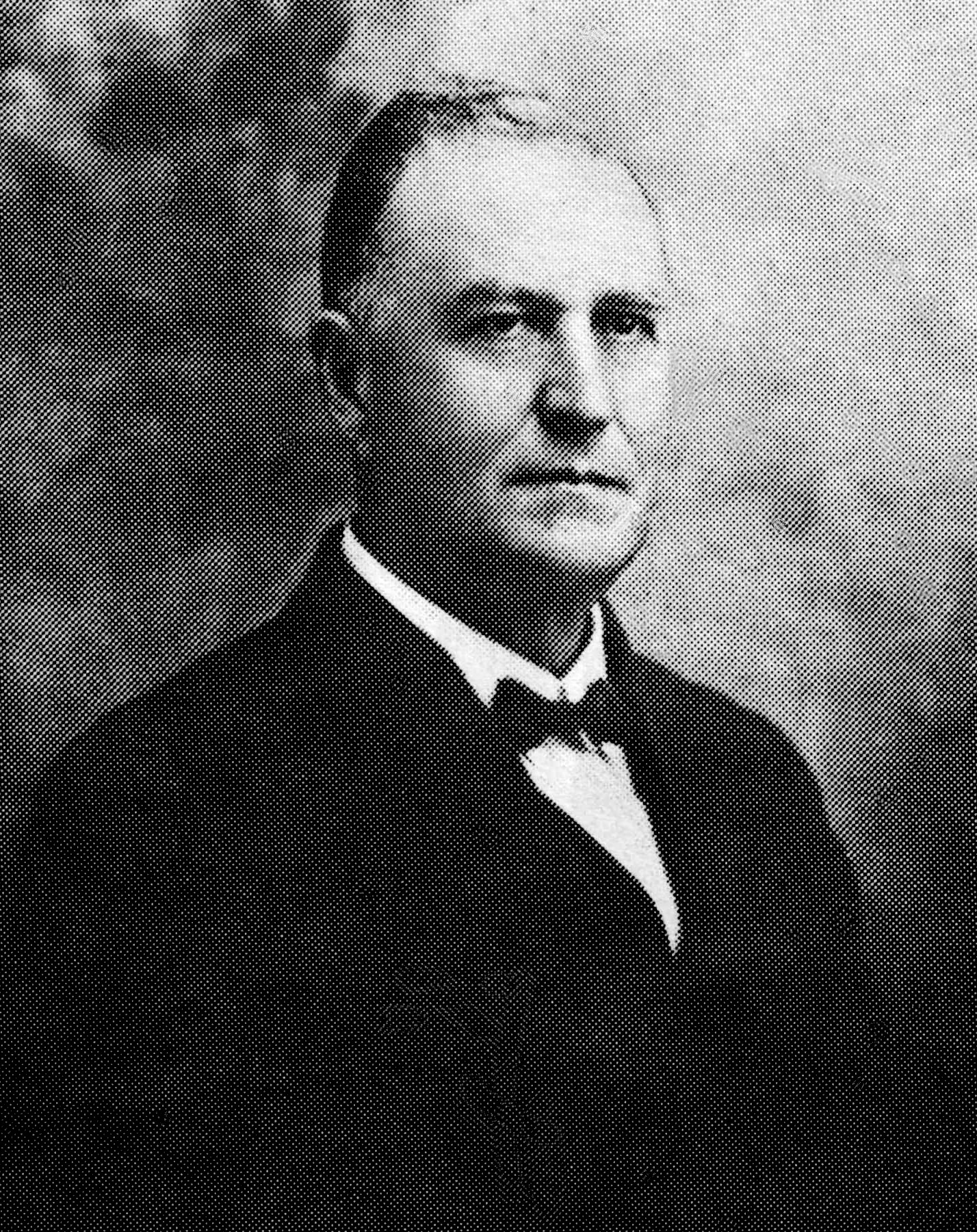
Juan Bautista Quirós Segura

Juan Bautista Quirós Segura (* 18. Januar 1853 in San Juan de Tibás; † 7. November 1934 in San José) war vom 20. August bis zum 2. September 1919 Präsident von Costa Rica.

## Leben
Seine Eltern waren Mercedes Segura und Pablo Quirós y Jiménez. Das erste Mal heiratete er Teresa Aguilar Guzmán († 1899), die Enkelin von Manuel Aguilar Chacón. Das zweite Mal heiratete er am 4. November 1900 Clementina Quirós Fonseca (1880–1953), die Tochter von Florinda Fonseca Guzmán und José Quirós Montero.
Er wurde General und war Landwirt und Unternehmer, damit machte er ein Vermögen. Später war er Abgeordneter, Dritter Stellvertreter des Präsidenten, Vorsitzender einer verfassungsgebenden Versammlung, Entwicklungsminister und Bankdirektor der Banco Internacional de Costa Rica.
Am 9. August 1919 wurde Juan Bautista Quirós Segura Stellvertreter des Präsidenten Federico Alberto Tinoco Granados. Am 12. August 1919 übertrug Federico Alberto Tinoco Granados, Juan Bautista Quirós Segura geschäftsführend die Amtsgeschäfte. Seine erste Amtshandlung war die Wiederherstellung der öffentlichen Freiheiten und die Freilassung der politischen Gefangenen.
Julio Acosta García war im Exil in Nicaragua. Als Federico Alberto Tinoco Granados am 12. August 1919 aus der US-Beobachtung über den Puerto Limón Costa Rica verließ, wurde Acosta in New York als Präsident von Costa Rica ausgerufen und beauftragte Francisco Aguilar Barquero freie Wahlen zu arrangieren.
Das Parlament nahm am 20. August 1919 den Rücktritt von Federico Alberto Tinoco Granados an.
Am 27. August 1919 wurde Kriegsminister General José Joaquín Tinoco Granados getötet.

## Regierungskabinett
- Finanzminister: Manuel Argon
- Kriegsminister: Victor Manuel Quirós
- Außenminister: Guillermo Vargas
- Innenminister: Alejandro Aguilar
- Bildungsminister: Salustio Camacho[2].

Seine Präsidentschaft wurde von der Regierung der USA nicht anerkannt. Angesichts der Möglichkeit einer bewaffneten Intervention gab er das Präsidentenamt am 2. September 1919 an Francisco Aguilar Barquero. Unter diesem war er kurze Zeit Kriegsminister.
Unter der Regierung von Julio Acosta García war er auf Empfehlung von diesem und durch Ernennung durch das Parlament Wächter über die korrekte Verwendung öffentlicher Mittel.